# Ulrich Schindler
Ulrich Schindler (19 de diciembre de 1947) es un deportista suizo que compitió en bobsleigh. Ganó una medalla de bronce en el Campeonato Europeo de Bobsleigh de 1980, en la prueba cuádruple.

## Palmarés internacional
| Campeonato Europeo | Campeonato Europeo   | Campeonato Europeo | Campeonato Europeo |
| Año                | Lugar                | Medalla            | Prueba             |
| ------------------ | -------------------- | ------------------ | ------------------ |
| 1980               | Sankt Moritz (Suiza) | Medalla de bronce  | Cuádruple          |